# 선박공학
선박공학(船舶工學)은 선박에 관한 공학이다. 특히 설계 이론과 조선 공작에 관련된 영역을 가리키며, 조선공학(造船工學)이라고도 한다.
해양 선박 및 구조물의 엔지니어링 설계 프로세스, 조선, 유지 보수 및 운영에 적용되는 기계, 전기, 전자, 소프트웨어 및 안전 공학의 요소를 통합하는 공학 분야이다. 조선학은 해양 차량 수명의 모든 단계에서 기본 및 응용 연구, 설계, 개발, 설계 평가(분류) 및 계산을 포함한다. 선박의 기본 설계, 세부 설계, 건조, 시운전, 운영 및 유지 보수, 진수 및 드라이 도킹이 관련된 주요 활동이다. 선박 설계 계산은 수정 중인 선박(변환, 재건, 현대화 또는 수리를 통해)에도 필요하다. 조선학은 또한 안전 규정 및 손상 통제 규칙의 공식화와 법적 및 비법적 요구 사항을 충족하기 위한 선박 설계의 승인 및 인증을 포함한다.